# Liste der denkmalgeschützten Objekte in Čachrov
Grundlage dieser Liste der denkmalgeschützten Objekte in Čachrov ist die ÚSKP-Liste (Ústřední seznam kulturních památek České republiky, deutsch Zentrale Liste der Kulturdenkmäler der Tschechischen Republik), die von der tschechischen Denkmalschutzbehörde NPÚ (Národní památkový ústav, deutsch Nationale Denkmalbehörde) seit 1987 geführt wird und an die seit dem Jahr 1850 geschaffenen Listen anschließt.

## Denkmalgeschützte Objekte nach Ortsteilen

### Čachrov
| Lage                           | Objekt            | Beschreibung | ÚSKP-Nr.                  | Bild           |
| ------------------------------ | ----------------- | --- | ------------------------- | -------------- |
| Čachrov (Standort)             | Kirche St. Wenzel | Die gotische Kirche aus dem 14. Jahrhundert ist ein gutes Beispiel für den Sakralbau in der Region. Es enthält wertvolle historische Bauelemente, erhaltene Ausstattung und Fragmente von Gemälden im Presbyterium. Im 18. Jahrhundert modifiziert.         | 17257/4-2804 Info Katalog | weitere Bilder |
| Čachrov, Čachrov 1 (Standort)  | Festung           | Ein wichtiges Beispiel für ein kleines befestigtes Herrenhaus mit einem gotischen Palast aus dem letzten Viertel des 14. Jahrhunderts und einem Renaissanceflügel aus dem Beginn des 16. Jahrhunderts. Massiver turmartiger gotischer fünfstöckiger Palast. | 20419/4-2805 Info Katalog | weitere Bilder |
| Čachrov, Čachrov 30 (Standort) | Haus Nr. 30       | Zweigeschossiges Haus mit deutlich verlängertem Mansardendach. An der Fassade befindet sich eine Holzgalerie mit einem Metallgittergeländer. Ein Beispiel für ein wertvolles Wohnhaus aus der ersten Hälfte des 19. Jahrhunderts.                           | 22356/4-2806 Info Katalog | Haus Nr. 30    |

### Březí
| Lage                        | Objekt        | Beschreibung | ÚSKP-Nr.                  | Bild          |
| --------------------------- | ------------- | --- | ------------------------- | ------------- |
| Březí, Dorfplatz (Standort) | Navesní kaple | Kleine rechteckige Dorfkapelle mit dreieckigem Giebel und Glockenturm auf dem Dachgrat. Das Hauptgesims ist am Fuße des dreieckigen Giebels über dem Eingangsportal gewölbt. Kleines Sakralgebäude aus der zweiten Hälfte des 18. Jahrhunderts. | 46402/4-2780 Info Katalog | Navesní kaple |

### Chvalšovice
| Lage                                              | Objekt                  | Beschreibung | ÚSKP-Nr.                  | Bild                    |
| ------------------------------------------------- | ----------------------- | --- | ------------------------- | ----------------------- |
| Chvalšovice, Chvalšovice 9, Dorfplatz (Standort)  | Gehöft Nr. 9            | Berghäuschen, Fachwerk, Backsteinställe und Backsteinscheune. Volksarchitektur des 19. Jahrhunderts. | 28653/4-3093 Info Katalog | Gehöft Nr. 9            |
| Chvalšovice, Chvalšovice 15, Dorfplatz (Standort) | Gehöft Nr. 15           | Fachwerkhaus vom Typ Vorgebirge mit erhaltenem Grundriss. Eingeschossiges Einfamilienhaus mit gemauerten Ställen im Erdgeschoss, Fachwerkboden und angrenzender Scheune unter einem Dach. Ein Teil des Gehöfts ist eine freistehende Scheune.           | 33127/4-4106 Info Katalog | Gehöft Nr. 15           |
| Chvalšovice, Dorfplatz (Standort)                 | Kapelle mit einem Kreuz | Ensemble der Dorfkapelle mit Gedenkkreuz. Eine kleine rechteckige Kapelle aus der zweiten Hälfte des 19. Jahrhunderts mit einem massiven polygonalen Glockenturm auf dem Dachfirst. Gusseisernes Gedenkkreuzes auf einem Steinsockel aus dem Jahr 1910. | 21513/4-3095 Info Katalog | Kapelle mit einem Kreuz |
| Chvalšovice, Chvalšovice 7 (Standort)             | Gehöft Nr. 7            | Böhmerwaldhaus mit landwirtschaftlichen Einrichtungen aus dem 19. Jahrhundert, Heuboden und Scheune. | 21082/4-3091 Info Katalog | BW                      |
| Chvalšovice, Chvalšovice 8 (Standort)             | Gehöft Nr. 8            | Böhmerwaldhaus aus dem 19. Jahrhundert mit einem mit Fachwerkwohnbereich, angrenzenden Ställen und Scheune. | 36074/4-3092 Info Katalog | Gehöft Nr. 8            |

### Javorná
| Lage                                   | Objekt                              | Beschreibung | ÚSKP-Nr.                  | Bild                                |
| -------------------------------------- | ----------------------------------- | --- | ------------------------- | ----------------------------------- |
| Javorná, südlich der Kirche (Standort) | Statue des Hl. Johannes von Nepomuk | Eine lebensgroße Statue des Heiligen auf einem rechteckigen Sockel. Datierte Barockskulptur von 1723. | 26477/4-3004 Info Katalog | Statue des Hl. Johannes von Nepomuk |
| Javorná (Standort)                     | St. Anna Kirche                     | Kirche auf dem Grundriss des griechischen Kreuzes mit zwei Türmen an der Westfassade. In der Friedhofsmauer befinden sich vier ummauerte Kapellen. Beeindruckende Barockarchitektur, die Baumeistern italienischer Abstammung zugeschrieben wird. | 46782/4-3003 Info Katalog | weitere Bilder                      |

### Jesení
| Lage                                                               | Objekt   | Beschreibung | ÚSKP-Nr.                  | Bild |
| ------------------------------------------------------------------ | -------- | --- | ------------------------- | ---- |
| Jesení, Jesení 15, an der Landstraße Richtung Kunkovice (Standort) | Sägmühle | Die am besten erhaltene Sägmühle in der Region. Ein äußerst wertvolles Denkmal barocken Ursprungs, das die einzelnen Entwicklungsstadien dieses technischen Gebiets mit einer außergewöhnlich gut erhaltenen Inneneinrichtung zeigt. | 29459/4-4097 Info Katalog | BW   |

### Kunkovice
| Lage                                                 | Objekt            | Beschreibung | ÚSKP-Nr.                  | Bild           |
| ---------------------------------------------------- | ----------------- | --- | ------------------------- | -------------- |
| Kunkovice, Kunkovice 6, an der Landstraße (Standort) | Gehöft Nr. 6      | Das Gehöft besteht aus einem eingeschossigen Fachwerkhaus auf einer steinernen Stützmauer. Beispiel für Volksarchitektur aus dem 19. Jahrhundert.              | 45220/4-3090 Info Katalog | Gehöft Nr. 6   |
| Kunkovice, Kunkovice 1 (Standort)                    | Schloss Kunkovice | Die ehemalige Festung, später zu einem Schloss umgebaut, besteht heute aus zwei Teilen. Ursprünglich ein Renaissancegebäude aus dem Ende des 16. Jahrhunderts. | 24575/4-3089 Info Katalog | weitere Bilder |

### Svinná
| Lage              | Objekt          | Beschreibung | ÚSKP-Nr.            | Bild            |
| ----------------- | --------------- | --- | ------------------- | --------------- |
| Svinná (Standort) | Runder Kalkofen | Ein in unseren Ländern nach 1868 weit verbreitetes Beispiel eines kreisförmigen Kalkofens zeigt die Entwicklung des Industriegeschäfts und die Methode der Kalkherstellung in der Region Klatovy. Ein einzigartiges Denkmal dieser Art im Böhmerwald, die einzigen bekannten Überreste eines Kalkofens in der Region Pilsen. | 104214 Info Katalog | Runder Kalkofen |

### Zahrádka
| Lage                                                                         | Objekt        | Beschreibung | ÚSKP-Nr.                  | Bild          |
| ---------------------------------------------------------------------------- | ------------- | --- | ------------------------- | ------------- |
| Zahrádka, Zahrádka 22, südlicher Teil des Ortes an der Landstraße (Standort) | Gehöft Nr. 22 | Fachwerkhaus im Erdgeschoss auf einer hohen Stützmauer mit gemauerten Eckpfeilern und einem hervorstehenden Giebel, einem kleinen Glockenturm auf dem Dachfirst. Ein Beispiel für ein Bergbauernhaus mit Fachwerk aus dem 18. Jahrhundert. | 16363/4-2808 Info Katalog | Gehöft Nr. 22 |